# Високівська сільська територіальна громада
Високівська сільська територіальна громада — територіальна громада в Україні, в Житомирському районі Житомирської області. Адміністративний центр — село Високе.

## Загальна інформація
Площа громади — 96,76 км², населення — 2457 мешканців (2018).

## Населені пункти
До складу громади входять 5 сіл: Високе, Городище, Забріддя, Осники, Щеніїв.

## Історія
Утворена в рамках адміністративно-територіальної реформи 2015 року. До складу громади ввійшли Високівська, Городищенська та Забрідська сільські ради Черняхівського району, які 6 серпня 2015 року ухвалили рішення про добровільне об'єднання громад. 14 серпня 2015 року утворення громади затверджене рішенням Житомирської обласної ради.
Склад громади затверджено розпорядженням Кабінету Міністрів України № 711-р від 12 червня 2020 року «Про визначення адміністративних центрів та затвердження територій територіальних громад Житомирської області».
Відповідно до постанови Верховної Ради України від 17 червня 2020 року «Про утворення та ліквідацію районів», громада увійшла до складу новоствореного Житомирського району Житомирської області.